# The Way of All Flesh
The Way of All Flesh es el cuarto álbum de la banda francesa de death metal Gojira, publicado el 13 de octubre de 2008 por Listenable Records en Europa, y el 14 de octubre por Prosthetic Records en América. En su primera semana vendió más de cuatro mil copias, colocándose en el puesto 138 del Billboard 200.
El vocalista de la banda, Joe Duplantier, es el diseñador del álbum, como había hecho en trabajos anteriores, así como el productor.

## Concepto del álbum
Joe Duplantier explica que: "En este álbum hablo de la muerte, del hecho de que todos vamos a morir. Sé que no es muy divertido, pero para mí aporta mucho a tu vida si aceptas el hecho de que algún día el cuerpo dejará de funcionar. Enfrentar esta verdad aporta mucho a la forma en que vivimos, porque aceptamos que todo cambia constantemente, es lo que llamamos impermanencia. Estoy tratando de superar los miedos que tengo sobre mi propia muerte y hablo de esto en este álbum."
"The Way of All Flesh representa todo lo que tenemos que atravesar hasta la muerte. Ahora tengo 30 años y esta es la primera vez como persona que pienso filosóficamente sobre mi propia muerte y sobre el tiempo que tengo que pasar aquí en la Tierra. Es algo que nos concierne a todos, pero es casi un tabú", declaró Joe.
"Es un trabajo conceptual, centrado en el tema de la muerte mórbida". "Ese es el tema, se trata de la muerte en sí", explicó. "También se trata de la inmortalidad del alma. Ese es el tema principal para nosotros. Siempre hemos hablado de lo mismo: el alma"."Desde el primer álbum Terra Incognita me encontré en esta espiritualidad". "Es difícil definir qué es la espiritualidad, pero es más como acercarse a uno mismo. Es cuando todo lo que hacemos es sagrado; no como ir a la iglesia o estar en presencia de un moribundo, sino despertarme por la mañana... Traté de seguir esa dimensión cuando estaba componiendo la música. Por ejemplo, a veces ni siquiera sé lo que voy a cantar y las palabras me salen con naturalidad. No es un álbum conceptual como en el pasado, se trata más de ser espontáneo con las emociones, es más sincero y honesto", dijo Joe.

## Escritura y composición
Con respecto a la dirección musical, Duplantier dijo: "Creo que, probablemente, algunas personas se sentirán decepcionadas por algunas cosas que hicimos en este álbum, pero también hay una evolución muy lógica de nuestra música desde From Mars to Sirius"."Trabajamos de una manera diferente a la habitual. Asumimos algunos riesgos, como usar un teclado de codificador de voz en las pistas, y aporta un aspecto nuevo e interesante a la música. Es menos death metal, porque estamos envejeciendo, no viejos, pero tengo 32 años, ya no soy un niño, y creo que aporta un poco de madurez y experiencia a la música. Además, es nuestro cuarto álbum, así que estamos madurando y es más personal y directo"."Por primera vez, estamos contentos con el sonido que hemos logrado al ser nuestros propios productores de todos estos años. Nunca hemos tenido una persona externa que nos diga qué hacer y, por primera vez, estamos muy contentos con el sonido, porque es tan poderoso".
"Este álbum tiene una sensación más dramática y algunas de las letras son casi cínicas", continuó Duplantier. "Por lo general, con mis letras, siempre soy positivo. Pero en este álbum, estoy tan enfadado con la situación en la Tierra en este momento, cómo estamos abusando tanto, y tomamos todo lo que podemos tomar del océano, y matamos especies en peligro de extinción. Así que en algunas de las canciones, es casi como un réquiem por la Tierra. Este álbum es mucho más oscuro — como, mucho más oscuro, diría yo. La música es más oscura y más violenta".
Joe Duplantier compara la música con los rituales tibetanos que permiten la expresión de demonios internos. Varios títulos, como "Esoteric Surgery" y "Adoration for None" apoyan la idea de que el hombre es el único dueño de su destino, capaz por su fuerza de voluntad de ser suficiente para curarse a sí mismo, al menos psicológicamente — y acceder a la plenitud, por ejemplo en "Esoteric Surgery": "Tienes el poder de curarte a ti mismo" y en "Adoration for None": "La naturaleza es mi único amo [...] Ahora decido tomar mi vida con mis manos. Anhelo la libertad construye mi propia vida".
"Oroborus", la "Serpiente de Luz" (energía que "sube por la columna") se refiere al Kundalini, en la tradición del yoga. La canción "Vacuity" se refiere al sunyata (vacío) cuyo símbolo es Ensō. Este calígrafo circular también recuerda al Ouroboros en la portada del álbum.
"Yama's Messengers", se refiere directamente a las deidades de la mitología hindú y "Silver Cord" al cordón de plata, una creencia esotérica vinculada al viaje astral. La inversión ecológica se puede leer en "Toxic Garbage Island".

## Diseño gráfico
"Cuando escribo letras, hago pequeños bocetos. A veces me siento como si estuviera holgazaneando y solo estuviera dibujando en lugar de escribir música. Dibujando bocetos de planetas, dragones y accidentes automovilísticos o lo que sea. Sin embargo, a menudo inspira mis letras. El proceso creativo de mi escritura a veces pasa por esta fase de dibujo. Cuando escribíamos el álbum, hice un dibujo de un monstruo que se tragaba la tierra. Me inspiró para una canción completa, que se convirtió en "Wolf Down the Earth". Me gustan los símbolos y las leyendas, como San Jorge y el dragón. Está en la Biblia y en muchas pinturas. Me gusta la idea de derrotar al dragón o al monstruo que llevamos dentro. También puedes domesticar al dragón. Ambas ideas funcionan, pero en general, hay símbolos como San Jorge que realmente me impactaron personalmente", comentó Joe.

## Vídeos musicales
El 6 de octubre de 2008, una semana antes del estreno del disco, se publicó el vídeo musical de "Vacuity", protagonizado por la prima de los Duplantier, la actriz Claire Theodoly. Estudió teatro durante muchos años y en la actualidad ensaya un papel principal de la obra de teatro titulada "El juego del amor y del azar" de Pierre de Marivaux en el Centro Dramático Regional de Tours, Francia.
El vídeo fue dirigido por los productores franceses Julien Mokrani y Samuel Bodin de Six Pieds Sous Terre Productions. La ubicación del rodaje fue en el País Vasco, donde reside Gojira.
Joe Duplantier dijo sobre el vídeo: — "Es un fantástico y alucinante vídeo. La canción es sobre el significado budista de la palabra frente al vacío, la presencia definitiva. Era muy difícil imaginar ese concepto en un vídeo, así que nos contaron la historia de una muchacha que lleva su propio ataúd, como todo el álbum es sobre su muerte y su dolor. Parecía apropiado".
En enero de 2009 se estrenó el segundo vídeo promocional del álbum, el correspondiente a "All the Tears". Fue dirigido por Jossie Malis e ideado por Joe Duplantier y Jossie Malis. Mario Duplantier comentó: — "En primer lugar, encontramos el trabajo de Jossie y sus películas de animación sorprendentes. Nos gustó mucho la forma en que contaba historias de una manera muy misteriosa e inusual. Sus enigmáticas animaciones tratan temas serios y sin embargo, siempre están impregnadas de un sentido poético. Nosotros, los músicos, tratamos de mezclar diferentes atmósferas emocionales. Somos felices por poder presentar una obra audio/visual que recoge el tipo de brutalidad de nuestra música con la sensibilidad de sus dibujos".

## Recepción de la crítica
The Way of All Flesh recibió críticas generalmente favorables de los críticos musicales. En Metacritic (un sitio de recopilación de críticas que asigna una calificación normalizada de 100 de los críticos de música), basado en 7 críticas, el álbum ha recibido una puntuación de 67/100, lo que indica "críticas generalmente favorables".
Eduardo Rivadavia de AllMusic escribió que "para cuando apareció a finales de 2008, el cuarto larga duración de Gojira cumplió con éxito la mayoría de las expectativas comprensiblemente elevadas de frente". Al escribir para Blabbermouth, Keith Bergman describió que el álbum era "más opaco que cualquier otra cosa: opresivo y sofocante en su tono que envuelve el mundo, masivo y ruidoso en el ritmo, que revela sus secretos dinámicos solo después de trabajos duros y dolorosos a través del lodo helado de su ceño fruncido". Un gemido. Pero una vez que te has abierto paso, es un paisaje bastante nuevo que estos locos han arrancado de la tundra para el resto de nosotros".
Cosmo Lee, de Pitchfork, escribió una crítica más tibia del álbum, elogiando las fuertes actuaciones, así como el tema y la "humanidad" de los temas líricos ecológicos del álbum, pero argumentó que "esta humanidad no se traduce en la música. Las actuaciones son impecables, pero exageradas. Todo está pulido hasta un brillo reluciente. [...] Sin aristas, calor o sangre, sin embargo, tal castigo es triste. Para su crédito, Gojira evita los clichés tonales del metal a favor de la apertura. Terminó la abstracción. Pero es frío y distante, impropio de las letras apasionadas. Sin duda, este material es mejor en directo, donde la banda tiene una reputación temible. Allí, las imágenes son de puños en alto y cabellos volando. Aquí, las imágenes son de discos de plástico y unos y ceros".

## Reediciones
En marzo de 2013, Listenable Records lanzó en formato doble vinilo el álbum, disponible por pedido previo. La fecha de lanzamiento oficial figura como el 29 de abril de 2013. Una edición limitada de 250 copias, disponible en dos colores azul y blanco.
En noviembre de 2019, The Way of All Flesh, cumplió 11 años y para celebrarlo relanzaron una edición especial. Hubo una variedad de vinilos disponibles en distintos colores, así como diferentes cajas.
Caja (primeras 500 copias):
- Versión en cassette exclusiva del álbum
- CD de edición limitada
- Bandera exclusiva de la portada del álbum
- Pin metálico con el logo de la banda

Los primeros 50 pedidos anticipados recibían 6 fotos exclusivas seleccionadas y firmadas por los miembros de la banda

## Lista de canciones
| N.º | Título                 | Escritor(es)             | Duración |  |
| 1.  | «Oroborus»             | J. Duplantier            | 5:21     |  |
| 2.  | «Toxic Garbage Island» | J. Duplantier            | 4:06     |  |
| 3.  | «A Sight to Behold»    | J. Duplantier            | 5:09     |  |
| 4.  | «Yama's Messengers»    | J. Duplantier            | 4:03     |  |
| 5.  | «The Silver Cord»      | J. Duplantier            | 2:31     |  |
| 6.  | «All the Tears»        | J. Duplantier            | 3:41     |  |
| 7.  | «Adoration for None»   | J. Duplantier, R. Blythe | 6:19     |  |
| 8.  | «The Art of Dying»     | J. Duplantier            | 9:54     |  |
| 9.  | «Esoteric Surgery»     | J. Duplantier            | 5:44     |  |
| 10. | «Vacuity»              | J. Duplantier            | 4:51     |  |
| 11. | «Wolf Down the Earth»  | J. Duplantier            | 6:25     |  |
| 12. | «The Way of All Flesh» | J. Duplantier            | 17:03    |  |

Al final de la canción "The Art of Dying" hay un pequeño fragmento de la canción "Esoteric Surgery" reproducido hacia atrás. Una técnica similar se usa también con el tema "Wolf Down the Earth".
La última canción del álbum, contiene una canción instrumental oculta. La pieza principal de la pista termina en el 6:51 y la canción oculta comienza en el 12:33 de la canción teniendo un tiempo de silencio de 5:42. La canción contiene capas complejas de sonidos de guitarra con diferentes ambientes, ecos y vibraciones. Esta canción finaliza en el 17:03 y cierra el álbum.

## Personal
- Joe Duplantier – voz, guitarra
- Christian Andreu – guitarra
- Jean-Michel Labadie – bajo
- Mario Duplantier – batería
- Randy Blythe − voz invitada en "Adoration for None"